# Psychohistoire (Asimov)
Pour la discipline réelle, voir Psychohistoire.
La psychohistoire est une science fictive imaginée par l'auteur de science-fiction Nat Schachner puis développée plus largement par Isaac Asimov (1920-1992) dans son Cycle de Fondation. Son but est de prévoir l'Histoire à partir des connaissances sur la psychologie humaine et les phénomènes sociaux en appliquant une analyse statistique à l'image de la physique statistique. 

## Principe
Toujours selon les principes établis par Asimov, cette science permettrait de prévoir par le calcul les évolutions sociales.
Bien que capable de prédire la réaction de masses humaines à certains événements, elle ne fonctionne que pour un très grand nombre d'individus et est incapable de prévoir la réaction d'un individu isolé face à un stimulus donné. Elle reconnaît par contre l'influence d'actes de petite envergure sur l'ensemble de la population qu'elle considère. On peut en cela l'apparenter à la — tout à fait scientifique — théorie du chaos.
Elle permettrait donc d'établir des probabilités qui seraient d'autant plus fiables que celles-ci porteraient sur des populations de grande taille. À l'inverse, elle serait d'autant plus hasardeuse qu'elle se verrait appliquée à un petit nombre d'individus, jusqu'à devenir absurde au niveau individuel.
Afin d'éviter les paradoxes de prophétie autoréalisatrice, la psychohistoire est censée ne fonctionner que sur des populations qui ne sont pas (trop) informées, dans le détail, de ses conclusions. C'est pourquoi dès le départ, la Fondation est coupée en deux : la Première Fondation, partie visible qui ne s'occupe que de sciences exactes et historiques, et la Seconde Fondation, « à l'autre bout de la galaxie », qui veille dans l'ombre à la bonne application du plan Seldon malgré les multiples aléas de l'histoire réelle. En fait, cette science avait été imaginée et conçue par un robot nommé R. Giskard Reventlov qui apparaît dans la série Robots. Étant donné qu'il avait été modifié, il pouvait voir et influencer les sentiments et décisions des humains. Il était « télépathe ». C'est cette qualité qui lui a permis de fonder la psychohistoire qu'il a ensuite révélée à son camarade R. Daneel Olivaw qui lui-même la souffla à Hari Seldon. R. Daneel Olivaw ayant acquis la fonction de télépathie de R. Giskard Reventlov à sa "mort" (robloc).

## Contexte de la création de l'idée
Quand il élabore l'idée de fondation en s'inspirant de la chute de l'empire romain, Isaac Asimov est un étudiant en chimie de 21 ans. Il propose son idée de nouvelle à John Campbell (son éditeur) qui veut en faire une série, allant jusqu'à la création d'un second empire (d'où l'idée de cycle). Il explique que cette période de trouble serait exposée « à la lumière de la science de la « psychohistoire » dont Campbell et [lui eurent] bientôt dégrossi les grandes lignes ».
Asimov imagine le concept de psychohistoire dans une série de nouvelles écrites entre 1942 et 1944 et, encouragé par son éditeur, John W. Campbell, il le développe dans ce qui deviendra le Cycle de Fondation, un ensemble de romans qui décrivent l'histoire sur la longue durée de l'Empire Galactique. Asimov dit avoir été inspiré par l'Histoire de la décadence et de la chute de l'Empire romain écrite par Edward Gibbon à la fin du XVIIIe siècle et l'idéologie scientiste.
Le concept de psycho-histoire semble avoir été inventé par un écrivain qu'Isaac Asimov admirait : il s'agit de Nat Schachner, qui, dans une nouvelle intitulée L'arme suprême (en anglais : Beyond all weapons), met en scène un dictateur auquel s'oppose le héros, John Martin, professeur de psychohistoire dans l'université de la capitale : Megalon. Cette nouvelle est parue dans le numéro de novembre 1941 de la revue Astounding stories, traduite par la suite en Français sous le format de roman et intitulée L'homme dissocié,. Elle est donc sortie peu avant qu'Asimov ne développe sa première nouvelle associée. Dans cette nouvelle, le concept de psychohistoire est l'élément central de la narration : d'une part, règne un dictateur qui se fait appeler le Directeur, qui règne grâce à sa police, les S.S.S. (Service de la Surveillance Secrète) depuis son palais bâti sur un nid d'aigle, d'autre part, un professeur d'Histoire,  [mal]heureusement hospitalisé au moment de la prise de pouvoir du Directeur et donc incapable de prendre part à la résistance avant qu'elle ne soit vaincue, au contraire de son frère (tué pendant les événements). Ayant juré fidélité au nouveau régime, il est néanmoins soupçonné de fomenter un complot, mais ne peut jamais être pris en flagrant délit. Or une rumeur croît, malgré tous les efforts du régime, faisant état de l'arrivée d'un homme providentiel (venu de l'Espace), qui viendra renverser le régime... À la fin, la révolution se déclenche sur la base de cette rumeur, créée de toutes pièces par John Martin, le psychohistorien, et renverse le dictateur.

## Les bases et références scientifiques
La référence à la chimie est clairement établie, notamment l'analogie avec les lois statistiques de la thermodynamique qui permettent de prévoir précisément le comportement de la matière en n'ayant comme données que des probabilités au niveau unitaire.[référence nécessaire]

## Lien avec la cybernétique
Elle est souvent citée comme étant une forme de vulgarisation de la cybernétique ou des mouvements qui en sont issus (systémique, théorie du chaos, etc.), mais il faut bien noter pourtant que la cybernétique n'est formalisée sous ce nom par Norbert Wiener qu'en 1947-48, alors que les grandes lignes de la psychohistoire datent de 1941. On ne peut donc que supposer des références communes.
Pourtant, le fait que John Campbell ait été un ami de Norbert Wiener au Massachusetts Institute of Technology (MIT) laisse à penser qu'il peut bel et bien y avoir un lien avec le mouvement associé qui avait lui déjà commencé.

## Une discipline réelle
La cliodynamique est le domaine de recherche transdisciplinaire semblable à la psychohistoire d'Asimov, en tant que tentative de modélisation mathématique de la dynamique historique.
La psychohistoire réelle et homonyme, est l'étude des motivations psychologiques des événements historiques.
Existent une Société française de psychohistoire et un Institut for Psychohistory ainsi que des départements universitaires consacrés à l'étude de l'histoire et des sciences politiques. 
Une première théorie psychologique de l'histoire avec classification d'âges psychologiques de développement social a été établie par l'historien Karl Lamprecht (qui distingue les cinq âges : Symbolique, Typal, Conventionnel, Individualiste, Subjectif) puis reprise par l'homme politique védantiste Aurobindo Ghose. Sigmund Freud a contribué à joindre la psychanalyse et l'histoire (Totem et Tabou, Moïse et le Monothéisme). Actuellement l'Institut pour la psychohistoire de New York met l'accent sur l'histoire de l'enfance, introduisant de ce fait un concept de pédomorphose (épigenèse du développement mental).